# Puchar Interkontynentalny w futsalu
Puchar Interkontynentalny w futsalu (ang. Intercontinental Futsal Cup), znany również jako Klubowe mistrzostwa świata w futsalu – międzynarodowe klubowe rozgrywki futsalowe, utworzone z inicjatywy FIFUSA w 1997 i przejęte przez FIFA w 2004, jako odpowiednik Klubowych mistrzostw świata w piłce nożnej. Przeznaczone dla męskich drużyn klubowych (zdobywców europejskiej Ligi Mistrzów, południowoamerykańskiej Copa Libertadores, Klubowych mistrzostw CONCACAF, Klubowych mistrzostw AFC, Klubowych mistrzostw CAF oraz obrońcy tytułu z poprzedniej edycji).

## Historia
Pierwszy trofeum oficjalnego turnieju organizowanego przez FIFUSA został rozegrany w marcu 1997 w brazylijskim Porto Alegre. Najpierw 8 klubów (4 z Ameryki Południowej, 3 z Europy i 1 z USA) zostali podzielone na 2 grupy. Następnie dwie najlepsze drużyny z każdej grupy awansowali do półfinałów. W finałowym meczu spotkały się brazylijski Inter/Ulbra i hiszpańska Barcelona. Brazylijczycy wygrali z wynikiem 4:2 po dogrywce i zostali pierwszymi zwycięzcami turnieju. W październiku 1997 startowała druga edycja turnieju. Został zmieniony format turnieju. W finale spotykały się najlepsze kluby z Europy i Ameryki Południowej, które w trzech meczach wyłaniały zwycięzcę Pucharu. W latach 2000 i 2001 czterech drużyn z Europy i Ameryki Południowej w turnieju kołowym zmagały się o tytuł mistrza. Następnie 2 lata turniej nie organizowano.
W 2004 FIFA reaktywowała rozgrywki o Puchar Interkontynentalny. Od 2004 w turnieju finałowym uczestniczyło sześć drużyn podzielonych na dwie grupy (zwycięzca z poprzedniego turnieju oraz 5 najlepszych drużyn z Europy, Ameryki Południowej i Północnej, Afryki i Azji).

## Medaliści
| Rok                                                                           | Organizator       | T |           | Finał                 | Finał               | Finał                  |       | Mecz o 3 miejsce                 | Mecz o 3 miejsce | Mecz o 3 miejsce        |  | Uwagi          |
| Rok                                                                           | Organizator       | T | Zwycięzca | Wynik                 | Finalista           | III miejsce            | Wynik | IV miejsce                       |                  |                         |  | Uwagi          |
| Puchar Interkontynentalny w futsalu (ang. FIFUSA Intercontinental Futsal Cup) |                   |   |           |                       |                     |                        |       |                                  |                  |                         |  |                |
| 1997 (wiosna)                                                                 | Porto Alegre      | 1 |           | Inter/Ulbra           | 4–2 (dogr.)         | Barcelona              |       | DiBufala SC Bunga Melati Tilburg |                  |                         |  | 8 klubów       |
| 1997 (jesień)                                                                 | Moskwa            | 1 |           | Dina Moskwa           |                     | 0–0 3–2 (dogr.) 4–2    |       | Inter/Ulbra                      |                  |                         |  | 2 kluby        |
| 1998                                                                          | Moskwa            | 1 |           | Atletico Pax de Minas | 5–6 4–0 4–3         | Dina Moskwa            |       |                                  |                  |                         |  | 2 kluby        |
| 1999                                                                          | Moskwa            | 2 |           | Ulbra Claro Digital   | 4–4(k. 5-3) 2–3 4–3 | Dina Moskwa            |       |                                  |                  |                         |  | 2 kluby        |
| 2000                                                                          | Moskwa            | 1 |           | Caja Segovia FS       | grupa               | Atletico Mineiro       |       | Dina Moskwa                      | grupa            | Ulbra Claro Digital     |  | 4 kluby        |
| 2001                                                                          | Moskwa            | 3 |           | Ulbra Claro Digital   | grupa               | Dina Moskwa            |       | Caja Segovia FS                  | grupa            | Antena3 Boomerang       |  | 4 kluby        |
| 2002                                                                          |                   |   |           |                       |                     |                        |       |                                  |                  |                         |  | Nie rozgrywano |
| 2003                                                                          |                   |   |           |                       |                     |                        |       |                                  |                  |                         |  | Nie rozgrywano |
| Puchar Interkontynentalny w futsalu (ang. FIFA Intercontinental Futsal Cup)   |                   |   |           |                       |                     |                        |       |                                  |                  |                         |  |                |
| 2004                                                                          | Barcelona         | 1 |           | Carlos Barbosa        | 6–3                 | Playas de Castellón FS |       | Action 21 Charleroi              | 8–4              | PSTC Londrina           |  | 6 klubów       |
| 2005                                                                          | Puertollano       | 1 |           | Boomerang Interviú    | 5–2                 | Malwee/Jaraguá         |       | Carlos Barbosa                   | 4–0              | SL Benfica              |  | 6 klubów       |
| 2006                                                                          | Brusque           | 2 |           | Boomerang Interviú    | 1–0                 | Malwee/Jaraguá         |       | Carlos Barbosa                   | 4–3              | UAA                     |  | 6 klubów       |
| 2007                                                                          | Portimão          | 3 |           | Boomerang Interviú    | 3–1                 | Malwee/Jaraguá         |       | Sporting CP                      | 4–2              | SL Benfica              |  | 6 klubów       |
| 2008                                                                          | Granada           | 4 |           | Interviú Fadesa       | 6–1                 | Malwee/Jaraguá         |       | Carlos Barbosa                   | 5–0              | Action 21 Charleroi     |  | 6 klubów       |
| 2009                                                                          |                   |   |           |                       |                     |                        |       |                                  |                  |                         |  | Nie rozgrywano |
| 2010                                                                          |                   |   |           |                       |                     |                        |       |                                  |                  |                         |  | Nie rozgrywano |
| 2011                                                                          | Alcalá de Henares | 5 |           | Inter Movistar        | grupa               | Carlos Barbosa         |       | SL Benfica                       | grupa            | Chonburi FC             |  | 6 klubów       |
| 2012                                                                          | Carlos Barbosa    | 2 |           | Carlos Barbosa        | grupa               | Inter Movistar         |       | Boca Juniors                     | grupa            | Montesilvano            |  | 6 klubów       |
| 2013                                                                          | Greensboro        | 1 |           | MFK Dinamo Moskwa     | 5–1                 | Carlos Barbosa         |       | Intelli                          | 4–2              | ElPozo Murcia Turística |  | 6 klubów       |
| 2014                                                                          | Ałmaty            | 1 |           | Kajrat Ałmaty         | 3–2                 | MFK Dinamo Moskwa      |       | Intelli                          | 9–1              | Chonburi FC             |  | 6 klubów       |
| 2015                                                                          | Erechim           | 1 |           | Atlantico Erechim     | 4–3 (dogr.)         | Kajrat Ałmaty          |       | Al Dhafra FC                     | 6–2              | Misr Lel Makasa         |  | 6 klubów       |
| 2016                                                                          | Doha              | 1 |           | Magnus Futsal         | 4–3 (dogr.)         | Carlos Barbosa         |       | Barcelona                        | 6–1              | Ar-Rajjan SC            |  | 6 klubów       |
| 2017                                                                          |                   |   |           |                       |                     |                        |       |                                  |                  |                         |  | Nie rozgrywano |
| 2018                                                                          | Bangkok           | 2 |           | Magnus Futsal         | 2–0                 | Carlos Barbosa         |       | Barcelona                        | 12–2             | Chonburi FC             |  | 6 klubów       |

## Statystyka

### Klasyfikacja medalowa
W dotychczasowej historii Pucharu Zdobywców Pucharów trofeum oficjalnie zdobyło w sumie 22 drużyny. Najwięcej zwycięstwie - 5 - ma na swoim koncie Inter Movistar.
Stan na maj 2018.
| Lp. | Klub                   | Miejsca na podium | Miejsca na podium | Miejsca na podium | Zwycięskie sezony |   |   |                              |
| --- | ---------------------- | ----------------- | ----------------- | ----------------- | ----------------- | - | - | ---------------------------- |
| Lp. | Klub                   | 1.                | Inter Movistar    | 5                 | Zwycięskie sezony | 1 | 0 | 2005, 2006, 2007, 2008, 2011 |
| 2.  | Ulbra Claro Digital    | 3                 | 1                 | 0                 | 1997w, 1999, 2001 |   |   |                              |
| 3.  | Carlos Barbosa         | 2                 | 4                 | 3                 | 2004, 2012        |   |   |                              |
| 4.  | Magnus Futsal          | 2                 | 0                 | 0                 | 2016, 2018        |   |   |                              |
| 5.  | Dina Moskwa            | 1                 | 3                 | 1                 | 1997j             |   |   |                              |
| 6.  | Atletico Mineiro       | 1                 | 1                 | 0                 | 1998              |   |   |                              |
| 6.  | MFK Dinamo Moskwa      | 1                 | 1                 | 0                 | 2013              |   |   |                              |
| 6.  | Kajrat Ałmaty          | 1                 | 1                 | 0                 | 2014              |   |   |                              |
| 9.  | Caja Segovia FS        | 1                 | 0                 | 1                 | 2000              |   |   |                              |
| 9.  | Atlantico Erechim      | 1                 | 0                 | 0                 | 2015              |   |   |                              |
| 11. | Malwee/Jaraguá         | 0                 | 4                 | 0                 |                   |   |   |                              |
| 13. | Barcelona              | 0                 | 1                 | 2                 |                   |   |   |                              |
| 13. | Playas de Castellón FS | 0                 | 1                 | 0                 |                   |   |   |                              |
| 15. | Intelli                | 0                 | 0                 | 2                 |                   |   |   |                              |
| 16. | Action 21 Charleroi    | 0                 | 0                 | 1                 |                   |   |   |                              |
| 16. | SL Benfica             | 0                 | 0                 | 1                 |                   |   |   |                              |
| 16. | Boca Juniors           | 0                 | 0                 | 1                 |                   |   |   |                              |
| 16. | Bunga Melati Tilburg   | 0                 | 0                 | 1                 |                   |   |   |                              |
| 16. | DiBufala SC            | 0                 | 0                 | 1                 |                   |   |   |                              |
| 16. | Al Dhafra FC           | 0                 | 0                 | 1                 |                   |   |   |                              |
| 16. | Sporting CP            | 0                 | 0                 | 1                 |                   |   |   |                              |

### Klasyfikacja według państw
Stan na maj 2018.
| Lp. | Państwo                      | Miejsca na podium | Miejsca na podium | Miejsca na podium | Zwycięskie kluby                        |    |   | |
| --- | ---------------------------- | ----------------- | ----------------- | ----------------- | --------------------------------------- | -- | - | --- |
| Lp. | Państwo                      | 1.                | Brazylia          | 9                 | Zwycięskie kluby                        | 10 | 5 | Ulbra Claro Digital (3), Carlos Barbosa (2), Magnus Futsal (2), Atletico Mineiro (1), Atlantico Erechim (1) |
| 2.  | Hiszpania                    | 6                 | 3                 | 3                 | Inter Movistar (5), Caja Segovia FS (1) |    |   | |
| 2.  | Rosja                        | 2                 | 4                 | 1                 | Dina Moskwa (1), MFK Dinamo Moskwa (1)  |    |   | |
| 3.  | Kazachstan                   | 1                 | 1                 | 0                 | Kajrat Ałmaty (1)                       |    |   | |
| 4.  | Portugalia                   | 0                 | 0                 | 2                 |                                         |    |   | |
| 5.  | Argentyna                    | 0                 | 0                 | 1                 |                                         |    |   | |
| 5.  | Belgia                       | 0                 | 0                 | 1                 |                                         |    |   | |
| 5.  | Holandia                     | 0                 | 0                 | 1                 |                                         |    |   | |
| 5.  | Stany Zjednoczone            | 0                 | 0                 | 1                 |                                         |    |   | |
| 5.  | Zjednoczone Emiraty Arabskie | 0                 | 0                 | 1                 |                                         |    |   | |